# تالانی اورقو
تالانی اورقو (به اسپانیایی: T'allani Urqu) یک کوه در پرو است که در Peru, Arequipa Region واقع شده‌است. تالانی اورقو ۴٬۹۰۰ متر بالاتر از سطح دریا واقع شده‌است.